# Саюба Манде
Саюба́ Манде́ (фр. Mandé Sayouba, нар. 15 червня 1993, Абіджан) — івуарійський футболіст, воротар норвезького «Стабека» та національної збірної Кот-д'Івуару.

## Клубна кар'єра
У дорослому футболі дебютував 2012 року в Норвегії виступами за команду місцевого клубу «Стабек», кольори якої захищає й донині.

## Виступи за збірну
5 березня 2014 року товариською грою проти національної збірної Бельгії дебютував в офіційних матчах у складі національної збірної Кот-д'Івуару.
| Дата       | Місто    | Господарі | Результат | Гості       | Турнір           | Голи | Примітки |
| ---------- | -------- | --------- | --------- | ----------- | ---------------- | ---- | -------- |
| 05/03/2014 | Брюссель | Бельгія   | 2 – 2     | Кот-д'Івуар | товариський матч | -2   |          |
| Усього     |          | Матчів    | 1         |             | Голів            | -2   |          |

## Титули і досягнення
- Переможець Кубка африканських націй: 2015